# Камб'яго
Камб'яго, Камб'яґо (італ. Cambiago) — муніципалітет в Італії, у регіоні Ломбардія,  метрополійне місто Мілан.
Камб'яго розташований на відстані близько 480 км на північний захід від Рима, 21 км на північний схід від Мілана.
Населення — 6805 осіб (2014).
Покровитель — святий Зенон.

## Демографія
Населення за роками:

Станом на 1 січня 2023 року в муніципалітеті офіційно проживали 494 іноземці з 51 країни, серед них 209 громадян країн Євросоюзу та 32 громадяни України.

## Сусідні муніципалітети
- Аграте-Бріанца
- Базіано
- Кавенаго-ді-Бріанца
- Капонаго
- Джессате
- Мазате
- Пессано-кон-Борнаго